# Lista planetelor minore/129801–129900
Aceasta este Lista planetelor minore/129801–129900; pentru a naviga prin lista completă vezi Lista planetelor minore.
Pentru ale detalii vezi și Proiect:Astronomie sau Portal:Astronomie.
| Nume     | Denumire provizorie | Data descoperirii  | Locul descoperirii     | Descoperitor(i)                |
| -------- | ------------------- | ------------------ | ---------------------- | ------------------------------ |
| 129801 - | 1999 KB1            | 17 mai 1999        | Catalina               | CSS                            |
| 129802 - | 1999 KP5            | 16 mai 1999        | Bergisch Gladbach⁠(d)   | W. Bickel⁠(d)                   |
| 129803 - | 1999 KF9            | 18 mai 1999        | Socorro                | LINEAR                         |
| 129804 - | 1999 KG10           | 18 mai 1999        | Socorro                | LINEAR                         |
| 129805 - | 1999 KR10           | 18 mai 1999        | Socorro                | LINEAR                         |
| 129806 - | 1999 KL11           | 18 mai 1999        | Socorro                | LINEAR                         |
| 129807 - | 1999 KV17           | 17 mai 1999        | Catalina               | CSS                            |
| 129808 - | 1999 KF18           | 17 mai 1999        | Socorro                | LINEAR                         |
| 129809 - | 1999 LO20           | 9 iunie 1999       | Socorro                | LINEAR                         |
| 129810 - | 1999 LD26           | 9 iunie 1999       | Socorro                | LINEAR                         |
| 129811 - | 1999 LY33           | 11 iunie 1999      | Catalina               | CSS                            |
| 129812 - | 1999 MA1            | 23 iunie 1999      | Woomera⁠(d)             | F. B. Zoltowski⁠(d)             |
| 129813 - | 1999 NJ             | 6 iulie 1999       | Reedy Creek            | J. Broughton⁠(d)                |
| 129814 - | 1999 NU5            | 13 iulie 1999      | Socorro                | LINEAR                         |
| 129815 - | 1999 NV5            | 13 iulie 1999      | Socorro                | LINEAR                         |
| 129816 - | 1999 NC23           | 14 iulie 1999      | Socorro                | LINEAR                         |
| 129817 - | 1999 NE25           | 14 iulie 1999      | Socorro                | LINEAR                         |
| 129818 - | 1999 NE28           | 14 iulie 1999      | Socorro                | LINEAR                         |
| 129819 - | 1999 NN30           | 14 iulie 1999      | Socorro                | LINEAR                         |
| 129820 - | 1999 NQ51           | 12 iulie 1999      | Socorro                | LINEAR                         |
| 129821 - | 1999 ND53           | 12 iulie 1999      | Socorro                | LINEAR                         |
| 129822 - | 1999 NV53           | 12 iulie 1999      | Socorro                | LINEAR                         |
| 129823 - | 1999 NJ55           | 12 iulie 1999      | Socorro                | LINEAR                         |
| 129824 - | 1999 NT55           | 12 iulie 1999      | Socorro                | LINEAR                         |
| 129825 - | 1999 NA56           | 12 iulie 1999      | Socorro                | LINEAR                         |
| 129826 - | 1999 NM56           | 12 iulie 1999      | Socorro                | LINEAR                         |
| 129827 - | 1999 NQ56           | 12 iulie 1999      | Socorro                | LINEAR                         |
| 129828 - | 1999 PZ3            | 13 august 1999     | Farpoint               | G. Hug⁠(d)                      |
| 129829 - | 1999 RP             | 3 septembrie 1999  | Ondřejov⁠(d)            | L. Šarounová⁠(d)                |
| 129830 - | 1999 RQ3            | 4 septembrie 1999  | Catalina               | CSS                            |
| 129831 - | 1999 RQ7            | 3 septembrie 1999  | Kitt Peak              | Spacewatch                     |
| 129832 - | 1999 RC8            | 4 septembrie 1999  | Kitt Peak              | Spacewatch                     |
| 129833 - | 1999 RC11           | 7 septembrie 1999  | Socorro                | LINEAR                         |
| 129834 - | 1999 RV13           | 7 septembrie 1999  | Socorro                | LINEAR                         |
| 129835 - | 1999 RW13           | 7 septembrie 1999  | Socorro                | LINEAR                         |
| 129836 - | 1999 RL16           | 7 septembrie 1999  | Socorro                | LINEAR                         |
| 129837 - | 1999 RR16           | 7 septembrie 1999  | Socorro                | LINEAR                         |
| 129838 - | 1999 RS20           | 7 septembrie 1999  | Socorro                | LINEAR                         |
| 129839 - | 1999 RH21           | 7 septembrie 1999  | Socorro                | LINEAR                         |
| 129840 - | 1999 RU21           | 7 septembrie 1999  | Socorro                | LINEAR                         |
| 129841 - | 1999 RG25           | 7 septembrie 1999  | Socorro                | LINEAR                         |
| 129842 - | 1999 RT25           | 7 septembrie 1999  | Socorro                | LINEAR                         |
| 129843 - | 1999 RY25           | 7 septembrie 1999  | Socorro                | LINEAR                         |
| 129844 - | 1999 RC26           | 7 septembrie 1999  | Socorro                | LINEAR                         |
| 129845 - | 1999 RG27           | 7 septembrie 1999  | Socorro                | LINEAR                         |
| 129846 - | 1999 RO29           | 8 septembrie 1999  | Socorro                | LINEAR                         |
| 129847 - | 1999 RH40           | 13 septembrie 1999 | Ondřejov⁠(d)            | P. Kušnirák⁠(d), P. Pravec⁠(d)   |
| 129848 - | 1999 RY48           | 7 septembrie 1999  | Socorro                | LINEAR                         |
| 129849 - | 1999 RX55           | 7 septembrie 1999  | Socorro                | LINEAR                         |
| 129850 - | 1999 RW63           | 7 septembrie 1999  | Socorro                | LINEAR                         |
| 129851 - | 1999 RV65           | 7 septembrie 1999  | Socorro                | LINEAR                         |
| 129852 - | 1999 RN91           | 7 septembrie 1999  | Socorro                | LINEAR                         |
| 129853 - | 1999 RJ94           | 7 septembrie 1999  | Socorro                | LINEAR                         |
| 129854 - | 1999 RT94           | 7 septembrie 1999  | Socorro                | LINEAR                         |
| 129855 - | 1999 RX96           | 7 septembrie 1999  | Socorro                | LINEAR                         |
| 129856 - | 1999 RX101          | 8 septembrie 1999  | Socorro                | LINEAR                         |
| 129857 - | 1999 RR107          | 8 septembrie 1999  | Socorro                | LINEAR                         |
| 129858 - | 1999 RW113          | 9 septembrie 1999  | Socorro                | LINEAR                         |
| 129859 - | 1999 RV115          | 9 septembrie 1999  | Socorro                | LINEAR                         |
| 129860 - | 1999 RJ139          | 9 septembrie 1999  | Socorro                | LINEAR                         |
| 129861 - | 1999 RM142          | 9 septembrie 1999  | Socorro                | LINEAR                         |
| 129862 - | 1999 RN155          | 9 septembrie 1999  | Socorro                | LINEAR                         |
| 129863 - | 1999 RJ157          | 9 septembrie 1999  | Socorro                | LINEAR                         |
| 129864 - | 1999 RJ161          | 9 septembrie 1999  | Socorro                | LINEAR                         |
| 129865 - | 1999 RA170          | 9 septembrie 1999  | Socorro                | LINEAR                         |
| 129866 - | 1999 RQ171          | 9 septembrie 1999  | Socorro                | LINEAR                         |
| 129867 - | 1999 RU173          | 9 septembrie 1999  | Socorro                | LINEAR                         |
| 129868 - | 1999 RC187          | 9 septembrie 1999  | Socorro                | LINEAR                         |
| 129869 - | 1999 RJ198          | 9 septembrie 1999  | Socorro                | LINEAR                         |
| 129870 - | 1999 RF200          | 8 septembrie 1999  | Socorro                | LINEAR                         |
| 129871 - | 1999 RH203          | 8 septembrie 1999  | Socorro                | LINEAR                         |
| 129872 - | 1999 RW212          | 8 septembrie 1999  | Socorro                | LINEAR                         |
| 129873 - | 1999 RH214          | 15 septembrie 1999 | Uccle⁠(d)               | T. Pauwels⁠(d), S. I. Ipatov⁠(d) |
| 129874 - | 1999 RN219          | 6 septembrie 1999  | Anderson Mesa          | LONEOS                         |
| 129875 - | 1999 RZ248          | 7 septembrie 1999  | Socorro                | LINEAR                         |
| 129876 - | 1999 RA254          | 4 septembrie 1999  | Catalina               | CSS                            |
| 129877 - | 1999 SP2            | 22 septembrie 1999 | Socorro                | LINEAR                         |
| 129878 - | 1999 SQ2            | 21 septembrie 1999 | Kleť                   | Kleť                           |
| 129879 - | 1999 SV4            | 29 septembrie 1999 | Catalina               | CSS                            |
| 129880 - | 1999 SX4            | 28 septembrie 1999 | Monte Agliale⁠(d)       | M. M. M. Santangelo⁠(d)         |
| 129881 - | 1999 SK16           | 29 septembrie 1999 | Catalina               | CSS                            |
| 129882 - | 1999 TO             | 1 octombrie 1999   | Campo Catino           | Campo Catino                   |
| 129883 - | 1999 TO2            | 2 octombrie 1999   | Fountain Hills⁠(d)      | C. W. Juels⁠(d)                 |
| 129884 - | 1999 TB4            | 2 octombrie 1999   | Ondřejov⁠(d)            | L. Šarounová⁠(d)                |
| 129885 - | 1999 TW7            | 2 octombrie 1999   | Socorro                | LINEAR                         |
| 129886 - | 1999 TA9            | 7 octombrie 1999   | Višnjan Observatory⁠(d) | K. Korlević, M. Jurić⁠(d)       |
| 129887 - | 1999 TT17           | 15 octombrie 1999  | Ondřejov⁠(d)            | P. Kušnirák⁠(d), P. Pravec⁠(d)   |
| 129888 - | 1999 TF21           | 3 octombrie 1999   | Socorro                | LINEAR                         |
| 129889 - | 1999 TH25           | 3 octombrie 1999   | Socorro                | LINEAR                         |
| 129890 - | 1999 TE29           | 4 octombrie 1999   | Socorro                | LINEAR                         |
| 129891 - | 1999 TO29           | 4 octombrie 1999   | Socorro                | LINEAR                         |
| 129892 - | 1999 TS34           | 2 octombrie 1999   | Socorro                | LINEAR                         |
| 129893 - | 1999 TW34           | 3 octombrie 1999   | Socorro                | LINEAR                         |
| 129894 - | 1999 TK35           | 4 octombrie 1999   | Socorro                | LINEAR                         |
| 129895 - | 1999 TM35           | 4 octombrie 1999   | Socorro                | LINEAR                         |
| 129896 - | 1999 TP35           | 4 octombrie 1999   | Socorro                | LINEAR                         |
| 129897 - | 1999 TV35           | 6 octombrie 1999   | Socorro                | LINEAR                         |
| 129898 - | 1999 TP39           | 3 octombrie 1999   | Catalina               | CSS                            |
| 129899 - | 1999 TC41           | 2 octombrie 1999   | Kitt Peak              | Spacewatch                     |
| 129900 - | 1999 TE44           | 3 octombrie 1999   | Kitt Peak              | Spacewatch                     |